# Liste des sites Natura 2000 de la Haute-Saône
Cet article recense les sites Natura 2000 de la Haute-Saône, en France.

## Statistiques
La Haute-Saône compte 13 sites classés Natura 2000. 8 bénéficient d'un classement comme site d'intérêt communautaire (SIC), 5 comme zone de protection spéciale (ZPS).

### Sites d'importance communautaire
| Site                                                                        | Superficie (ha) | Fiche     | Coordonnées                      | Photo |
| --------------------------------------------------------------------------- | --------------- | --------- | -------------------------------- | ----- |
| Forêts, landes et marais des ballons d'Alsace et de Servance                | +02 483,        | FR4301347 | 47° 47′ 58″ nord, 6° 47′ 35″ est |       |
| Pelouses de Champlitte, étang de Theuley-les-Vars                           | +00346,         | FR4301340 | 47° 35′ 51″ nord, 5° 30′ 55″ est |       |
| Pelouses de la région de Vesoul et vallée de la Colombine                   | +01 941,        | FR4301338 | 47° 37′ 44″ nord, 6° 14′ 11″ est |       |
| Plateaux des Mille Étangs                                                   | +18 677,        | FR4301346 | 47° 49′ 05″ nord, 6° 36′ 23″ est |       |
| Réseau de cavités à minioptères de Schreibers en Franche-Comté (15 cavités) | +00025,         | FR4301351 | 47° 27′ 43″ nord, 5° 56′ 21″ est |       |
| Réseau de cavités à rhinolophes de Vesoul (6 cavités)                       | +00013,         | FR4301345 | 47° 35′ 33″ nord, 6° 07′ 42″ est |       |
| Vallée de la Lanterne                                                       | +23 880,        | FR4301344 | 47° 49′ 58″ nord, 6° 18′ 14″ est |       |
| Vallée de la Saône                                                          | +17 905,        | FR4301342 | 47° 37′ 14″ nord, 5° 54′ 14″ est |       |

### Zones de protection spéciale
| Site                                                       | Superficie (ha) | Fiche     | Coordonnées                      | Photo |
| ---------------------------------------------------------- | --------------- | --------- | -------------------------------- | ----- |
| Pelouses de Champlitte, étang de Theuley-les-Vars          | +00346,         | FR4312018 | 47° 35′ 51″ nord, 5° 30′ 55″ est |       |
| Pelouses de la région vésulienne et vallée de la Colombine | +01 941,        | FR4312014 | 47° 37′ 44″ nord, 6° 14′ 11″ est |       |
| Réserve naturelle nationale des Ballons comtois            | +02 062,        | FR4312004 | 47° 48′ 02″ nord, 6° 46′ 12″ est |       |
| Vallée de la Lanterne                                      | +23 880,        | FR4312015 | 47° 49′ 58″ nord, 6° 18′ 14″ est |       |
| Vallée de la Saône                                         | +17 906,        | FR4312006 | 47° 37′ 14″ nord, 5° 54′ 14″ est |       |